# Damion Stewart
Damion Delano Stewart (ur. 18 sierpnia 1980 w Kingston) – jamajski piłkarz grający na pozycji środkowego obrońcy.

## Kariera klubowa
Karierę piłkarską Stewart rozpoczął w klubie Harbour View ze stolicy kraju Kingston. W sezonie 1999/2000 zadebiutował w jego barwach w jamajskiej Premier League. W 2000 roku wywalczył z nim mistrzostwo Jamajki. W latach 2001 i 2002 wygrał z Harbour View JFF Champions Cup, a w 2004 roku wygrał z nim rozgrywki CFU Club Championship.
Latem 2005 roku Stewart został zawodnikiem angielskiego klubu Bradford City. 9 sierpnia 2005 zadebiutował w nim w Division One w przegranym 0:2 domowym meczu z Southend United. W Bradford spędził sezon.
W 2006 roku Stewart odszedł do występującego w Championship, londyńskiego zespołu Queens Park Rangers. Swój debiut w nim zanotował 5 sierpnia 2006 w przegranym 0:2 wyjazdowym spotkaniu z Burnley. W Queens Park Rangers grał przez cztery sezony i rozegrał w nim 168 meczów ligowych, w których strzelił 13 bramek.
W 2010 roku Stewart ponownie zmienił klub i podpisał trzyletni kontrakt z Bristolem City. Swój pierwszy mecz ligowy w nim rozegrał 7 sierpnia 2010 przeciwko Millwall (0:3). Następnie grał w Notts County, Pahang FA, Harbour View] i Perlis FA.
| Sezon   | Klub                | Kraj    | Rozgrywki      | Mecze | Bramki |
| ------- | ------------------- | ------- | -------------- | ----- | ------ |
| 1999/00 | Harbour View        | Jamajka | Premier League | ?     | ?      |
| 2000/01 | Harbour View        | Jamajka | Premier League | ?     | ?      |
| 2001/02 | Harbour View        | Jamajka | Premier League | ?     | ?      |
| 2002/03 | Harbour View        | Jamajka | Premier League | ?     | ?      |
| 2003/04 | Harbour View        | Jamajka | Premier League | ?     | ?      |
| 2004/05 | Harbour View        | Jamajka | Premier League | ?     | ?      |
| 2005/06 | Bradford City       | Anglia  | Division One   | 23    | 1      |
| 2006/07 | Queens Park Rangers | Anglia  | Championship   | 45    | 1      |
| 2007/08 | Queens Park Rangers | Anglia  | Championship   | 39    | 5      |
| 2008/09 | Queens Park Rangers | Anglia  | Championship   | 37    | 2      |
| 2009/10 | Queens Park Rangers | Anglia  | Championship   | 30    | 1      |
| 2010/11 | Bristol City        | Anglia  | Championship   | 21    | 1      |
| 2011/12 | Bristol City        | Anglia  | Championship   | 3     | 0      |
| 2011/12 | Notts County        | Anglia  | League One     | 17    | 2      |
| 2012/13 | Notts County        | Anglia  | League One     | 5     | 0      |
| 2013    | Pahang FA           | Malezja | Super League   | ?     | ?      |
| 2014    | Pahang FA           | Malezja | Super League   | ?     | ?      |
| 2015    | Pahang FA           | Malezja | Super League   | ?     | ?      |
| 2015/16 | Harbour View        | Jamajka | Premier League | 5     | 0      |
| 2016    | Perlis FA           | Malezja | Super League   | ?     | ?      |
| 2017    | Perlis FA           | Malezja | Super League   | ?     | ?      |

## Kariera reprezentacyjna
W reprezentacji Jamajki Stewart zadebiutował 7 sierpnia 1999 roku w przegranym 1:2 towarzyskim meczu z Ghaną. W 2003 roku wystąpił po raz pierwszy w Złotym Pucharze CONCACAF. Na tym turnieju rozegrał dwa mecze: z Gwatemalą (2:0) oraz ćwierćfinałowy z Meksykiem (0:5).
W 2005 roku Stewart wystąpił w czterech meczach Złotego Pucharu CONCACAF 2005: z Gwatemalą (4:3), z Republiką Południowej Afryki (3:3 i gol), z Meksykiem (0:1) i ćwierćfinale ze Stanami Zjednoczonymi (1:3).
W 2009 roku Stewart został powołany do kadry Jamajki na Złoty Puchar CONCACAF 2009. Na nim wystąpił dwukrotnie: z Kanadą (0:1) i z Kostaryką (0:1).